# 克列尼奇
50°14′14″N 30°30′46″E / 50.23722°N 30.51278°E
克雷尼奇（烏克蘭語：Креничі）是位於烏克蘭北部的村莊，由基辅州奧布希夫區的科津市鎮負責管轄。該村始建於1586年，面積0.004平方公里，海拔高度167米，2001年人口135，人口密度每平方公里33,750人。